# Fantasmas em Roma
Fantasmas em Roma (em italiano:  Fantasmi a Roma) é um filme italiano de Antonio Pietrangeli, estreou em 1961. A trilha sonora é de Nino Rota.